# Герб Двірківщини
Герб Двірківщини — геральдичний символ наслених пунктів Яготинської міської громади Бориспільського району Київської області (Україна): сіл Двірківщини, Воронівщини, Кайнар і селища Черняхівки. Герб затверджений сесією сільської ради (автор — О. Желіба).

## Опис
Щит розсічено і пересічено, у першому червоному чвертьполі перехрещені дві срібні козацькі шаблі, над яким золотий лицарський хрест, у другому золотому чвертьполі чорний крокуючий ворон із піднятими крилами у червоному озброєнні, у другому золотому чвертьполі чорні розірвані кайдани, у четвертому червоному чвертьполі увінчана золотим лицарським хрестом срібна підкова. Щит накладено на бароковий картуш, що увінчаний золотою хлібною короною. 
Допускається використання герба без картуша та корони. Допускається використання герба з додаванням рослинного декору та червоної стрічки з написом золотими літерами “ДВІРКІВЩИНА”.

## Трактування
Поділ щита на поля символізує складові сільської ради:
- козацькі шаблі й хрест — згадка про козака Двірка, засновника хутора Двірківщина;
- лицарський хрест — віра, надія, любов, випробування, спасіння, готовність збройно захищати свою Батьківщину;
- шаблі — символ відваги, сміливості, мужності, завзяття, дружби, готовності збройно захищати свою Батьківщину;
- ворон — символ хутора Воронівщина, символ життєвої мудрості та довголіття;
- порвані кайдани — символ бунтівних селян, які не бажали працювати на панів і тому були заслані на хутір Кайнари, ознака того, що мешканці Двірківщини ніколи не погодяться надягти кайдани;
- підкова з хрестом — елемент герба козацького старшини Черняхівського, засновника хутора Черняхівка;
- підкова — символ шляхетності, благородства, удачі у всіх добрих починаннях;
- картуш — декоративна прикраса, що виконана в стилі козацького бароко; згадка про те, що село було засноване саме в козацькі часи;
- золота хлібна корона — символ місцевого самоврядування й достатку мешканців села.